# دزرون تورگومیان
دزرون هاکوبی تورگومیان (دقدریکیان) (ارمنی: Ծերուն Հակոբի Թորգոմյան (Դեղտրիկյան)؛  زادهٔ ۱۵ دسامبر ۱۸۹۶ - درگذشته ۷ آوریل ۱۹۸۶) ویراستار، نثرنویس اهل ارمنستان بود.

## زندگی‌نامه
وی در ۱۵ دسامبر ۱۸۹۶ در وان به دنیا آمد و از کالج یرامیان (۱۹۱۲) فارغ‌التحصیل گشت. وی عضو اتحادیه نویسندگان اتحاد شوروی بود و در هفته‌نامه هامباواپر فعالیت می‌کرد. وی همچنین برندهٔ جوایزی همچون چهره فرهنگی شایسته ارمنستان شوروی شده‌است. وی در ۷ آوریل ۱۹۸۶ در سن ۸۹ سالگی در تفلیس درگذشت و در آرامستان شاهومیان به خاک سپرده شد.